# Neujahrskonzert der Wiener Philharmoniker

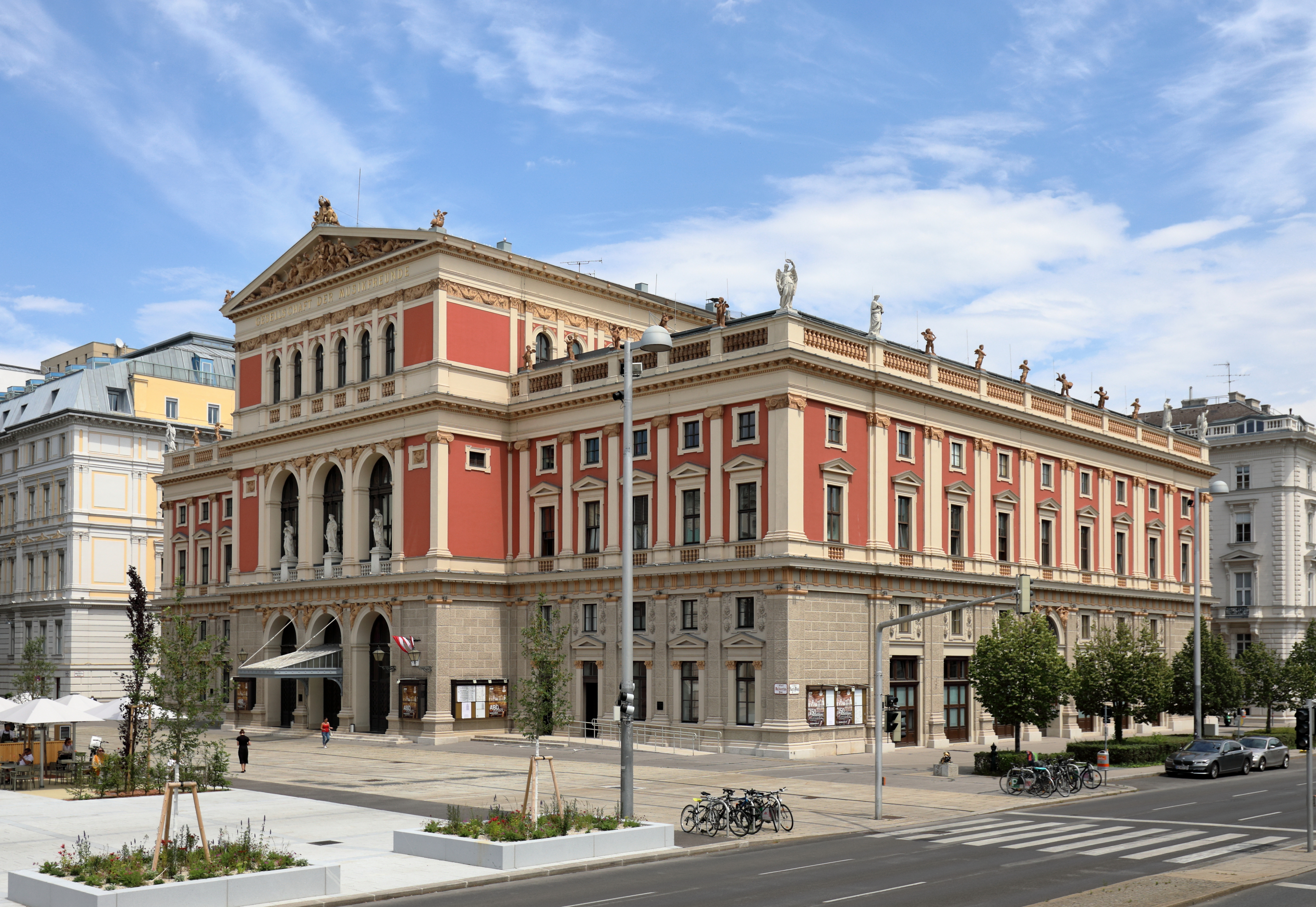
Wiener Musikverein

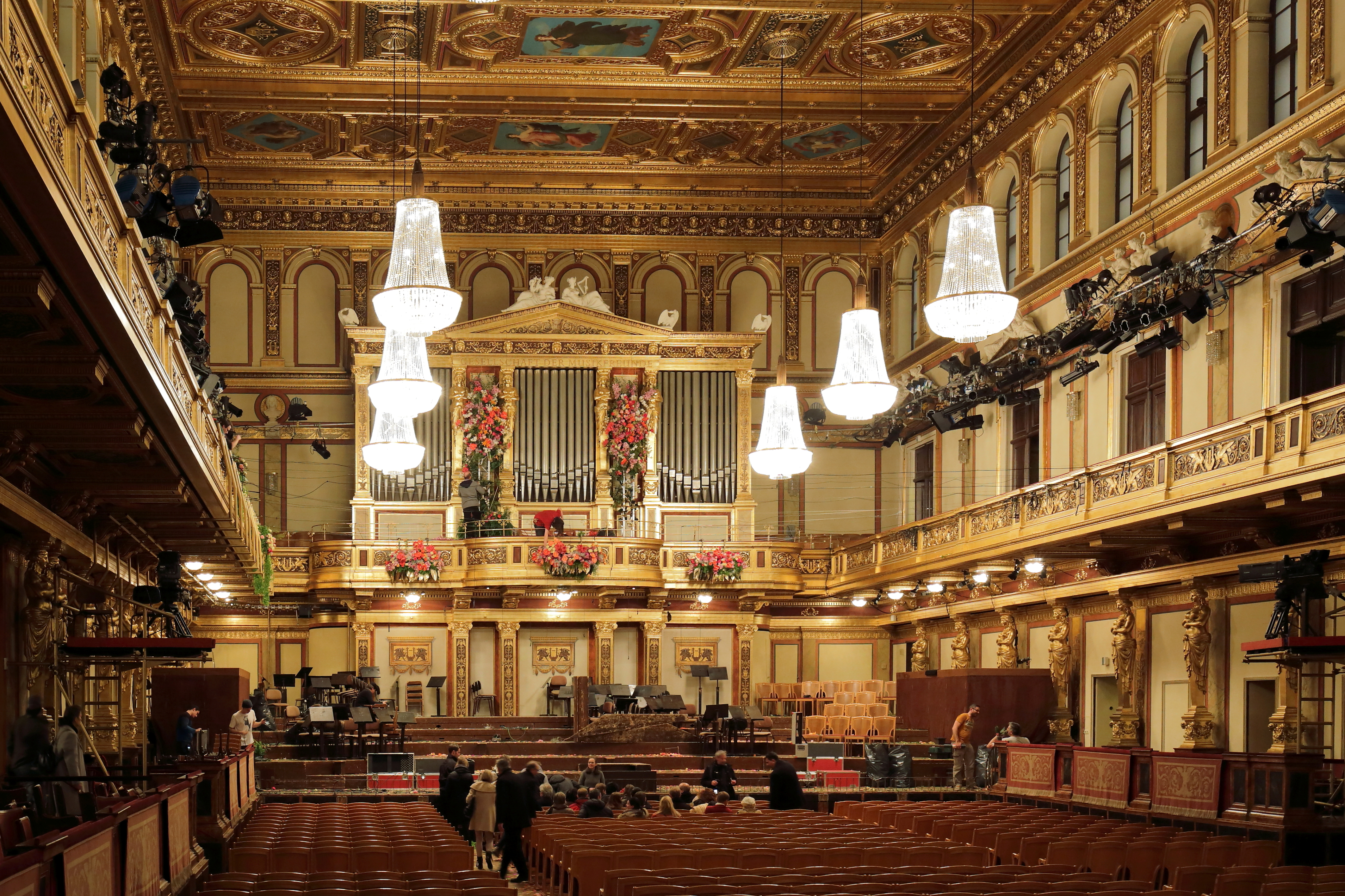
Der Große Saal im Wiener Musikvereinsgebäude (rund 2 Stunden nach Ende des Neujahrskonzertes 2015)

Das Neujahrskonzert der Wiener Philharmoniker ist das bekannteste Neujahrskonzert der Welt und ist vor allem den Werken der Strauss-Dynastie (Johann Strauss (Vater), Johann Strauss (Sohn), Josef Strauss und Eduard Strauß) gewidmet. Es wird – nach Angaben der Wiener Philharmoniker – alljährlich via Fernsehen in (ca.) 92 Länder übertragen und von mehr als ca. 50 Millionen Zusehern – zu großen Teilen live – mitverfolgt.

## Geschichte
Das Konzert fand zum ersten Mal nicht am Neujahrsmorgen, sondern am 31. Dezember 1939 statt. Zeitungsankündigungen zufolge war es ein von den Wiener Philharmonikern dem von Adolf Hitler am 10. Oktober 1939 eröffneten Kriegswinterhilfswerk (Kriegs-WHW) zur Gänze gewidmetes „Außerordentliches Konzert“, zu dem am 30. Dezember eine öffentliche Generalprobe veranstaltet wurde. Der Historiker Fritz Trümpi belegte, dass das Konzert Bestandteil von Joseph Goebbels’ Propagandamaschinerie war. Das Neujahrskonzert fand (und findet bis heute) im Großen Musikvereinssaal in Wien, der etwa 2.000 Personen fasst, statt.
Die Liebe des Dirigenten Clemens Krauss zur Walzermusik, insbesondere der der Familie Strauss – „und wohl auch sein Drang zu großen Auftritten“ einerseits, jedoch auch seine Aufnahme von Hitlers und Goebbels Gnaden in die Gottbegnadeten-Liste nach dem Anschluss Österreichs – verbanden sich in seiner Person mit Goebbels’ Absicht, Wien als Stadt „des Optimismus, der Musik und der Geselligkeit“ zu inszenieren. Trümpi belegt in seinem Buch Politisierte Orchester, dass in der Zeit des Nationalsozialismus die Zahl der Aufführungen von Werken der Strauss-Familie durch die Wiener Philharmoniker sprunghaft zunahm. Das Orchester war nach der Annexion Österreichs zwar Goebbels zugeordnet worden, diesem aber, anders als die Berliner Philharmoniker nicht unterstellt: Das Engagement für den NS-Staat war also von den Wiener Philharmonikern weitestgehend eigenbestimmt und eigenverantwortet. Trümpi zitiert aus einem Vertrag zwischen den Wiener Philharmonikern und der Reichsrundfunkgesellschaft:

„[…] das Orchester verpflichtet sich, Schwarzplatten-Aufnahmen für den Großdeutschen Rundfunk mit Wiener Musik, in erster Linie natürlich mit Werken Johann Strauß' mit einem, die Wiener Note besonders beherrschenden Dirigenten, zu machen“

Die NS-Machthaber hatten bereits vor der Zeit des Zweiten Weltkriegs die Idee entwickelt, „mittels so genannter ‚leichter Musik‘, die ‚Volksgemeinschaft‘ zu stärken“. Die „Moral an der Front und in der Heimat“ aufrechtzuerhalten, trat historisch erst ab etwa 1940/41 (also erst nach dem ersten Neujahrskonzert) dazu: Das erste Neujahrskonzert – noch nicht so bezeichnet – fand also in Wien zugunsten des Winterhilfswerkes des Deutschen Volkes statt, dem sich Zehntausende Wiener auch innerlich verpflichtet fühlten.
Die ersten sechs Neujahrskonzerte – und nach dem Untergang des NS-Regimes weitere sieben – standen unter der Leitung von Clemens Krauss. Seit dem zweiten Konzert am 1. Jänner 1941 fand das Konzert am Neujahrstag statt. 1941 spielten die Wiener Philharmoniker laut Zeitungsankündigung in „ihrer zweiten Akademie“, die „nun schon zur Tradition geworden ist“, zugunsten der NS-Gemeinschaft „Kraft durch Freude“, wie es dann auch als Benefizkonzert bis zum Neujahrskonzert 1945 der Fall war. Die Zählung der Neujahrskonzerte durch die Wiener Philharmoniker beginnt mit dem in NS-Tradition stehenden Konzert des Neujahrstages 1941.
Dabei war damals die Programmwahl auch unfreiwillig Zeitgeschichte, wie der langjährige Chronist der Neujahrskonzerte, Kurt Diemann, nachweist:
- Im Neujahrskonzert 1941 wurde der Russische Marsch erstmals aufgeführt und sollte eine Reverenz an den im August 1939 abgeschlossenen deutsch-sowjetischen Nichtangriffspakt sein; 1941 wurde aber das Jahr des Überfalls auf die Sowjetunion.
- Im Neujahrskonzert 1945 wurde der Walzer O schöner Mai! von Johann Strauss (Sohn) erstmals gespielt; im Mai des gleichen Jahres kapitulierten Nazi-Deutschland und mit ihm die ihm angehörenden Alpen- und Donau-Reichsgaue, also das in Gaue aufgeteilte und ihm angeschlossene Österreich.
- Das Neujahrskonzert 1955 wiederum nahm den Walzer Mein Lebenslauf ist Lieb und Lust von Josef Strauss als Auftakt ins Programm, im Mai 1955 wurde durch Staatsvertrag die Unabhängigkeit Österreichs wieder hergestellt.

Erst seit dem Dirigat von Josef Krips am 1. Jänner 1946 heißt dieses Konzert tatsächlich „Neujahrskonzert der Wiener Philharmoniker“. Er initiierte schon 1946 ein „Arbeiter-Neujahrs-Konzert“, um die für das „originale“ Neujahrskonzert schon damals für die „normalen“ Einkommensbezieher unerschwinglichen Preise (die preiswerteste Konzertkarte kostete damals schon mehr als einen Wochenlohn eines Wiener Arbeiters) ein Zeichen dagegen zu setzen und die Idee des Konzertes in die (breite) Wiener Bevölkerung, gerade angesichts der damaligen Trostlosigkeit des halbzerstörten und hungernden Wiens zu tragen: Nach seinem Ausscheiden und der Rückkehr von Clemens Krauss wurde dies stillschweigend schon 1947 beendet.

In einer bisher einzigen Ausnahme bisher fand nach 1945 das traditionelle Neujahrskonzert nicht am 1. Jänner statt, 1951 wurde es auf Grund des Todes von Bundespräsident Karl Renner am 31. Dezember 1950 auf den 14. Jänner 1951 verschoben.

Seit 31. Dezember 1952 wird das Programm des Neujahrskonzerts am Silvesterabend als Silvesterkonzert voraufgeführt. Am 30. Dezember 1962 wurde erstmals eine zweite Voraufführung angesetzt; diese war bis 1997 jeweils eine geschlossene Veranstaltung für Angehörige des österreichischen Bundesheeres, seit 1998 wird ein Teil der Karten verkauft.
Der Blumenschmuck für das Neujahrskonzert war von 1980 bis 2013 traditionell ein Geschenk der italienischen Stadt Sanremo. 2014 wurden die Blumen erstmals von den Wiener Philharmonikern zur Verfügung gestellt. Der Konzertsaal wird von den Floristen jedes Jahr mit rund 30.000 Blumen dekoriert, 2015 erstmals in Kooperation mit den Wiener Stadtgärten.
2008 wurde erstmals live im Goldenen Saal getanzt, ebenso wieder 2011, als 15-jährige Eleven (Mädchen und Burschen) der Ballettschule der Wiener Staatsoper auftraten. 2014 haben Kathrin Menzinger und Vadim Garbuzov nach ihrer eigenen Choreographie im Saal zum Walzer An der schönen blauen Donau live getanzt.
Anlässlich des 75-Jahre-Jubiläums des Konzertes wurde 2015 die Edition Neujahrskonzert: Die gesamten Werke veröffentlicht, eine aus 23 Compact Discs bestehende Sammlung aller 319 Werke, die seit 1941 bei der Veranstaltung gespielt wurden.

## Konzert
Während den Rahmen des Musikprogramms immer Werke der Strauss-Dynastie (Johann Vater (seit 1946) & Sohn, Josef (seit 1941)
und Eduard (seit 1964)) bilden, werden seit dem Neujahrskonzert der Wiener Philharmoniker 1961 auch regelmäßig Werke anderer Komponisten, wie Joseph Lanner, Carl Michael Ziehrer oder Joseph Hellmesberger junior, ins Programm genommen. Zusätzlich finden sich seit 1978 auch Werke musikalischer Jahresregenten, in dem Jahr beginnend mit dem 150. Todestag von Franz Schubert, im Programm des Neujahrskonzertes.
In der Regel werden in einem Konzert nicht nur bekannte, sondern auch bis dahin in einem Neujahrskonzert nicht gespielte Werke in das Programm eingebunden. Bis in die 1980er-Jahre wurden sie nach Wiener Tradition auch als „Novitäten“ (bezogen auf das Neujahrskonzert) bezeichnet, dies ist seitdem unüblich geworden. Ausnahmen davon bilden die Neujahrskonzerte 1986 und 1987, in denen nur bereits aufgeführte Stücke auf dem Programm standen. Die bisher höchste Zahl von solchen „Novitäten“ bot das Neujahrskonzert der Wiener Philharmoniker 2023 mit dreizehn (nach Angabe der Wiener Philharmoniker: vierzehn, was allerdings nicht zutrifft, siehe dort) neu aufgeführten Werken; dies ist allerdings auch der Tatsache geschuldet, dass die Neujahrskonzerte der 1940er und der frühen 1950er Jahre zehn, höchstens zwölf Musikstücke im gesamten Programm vorsahen.

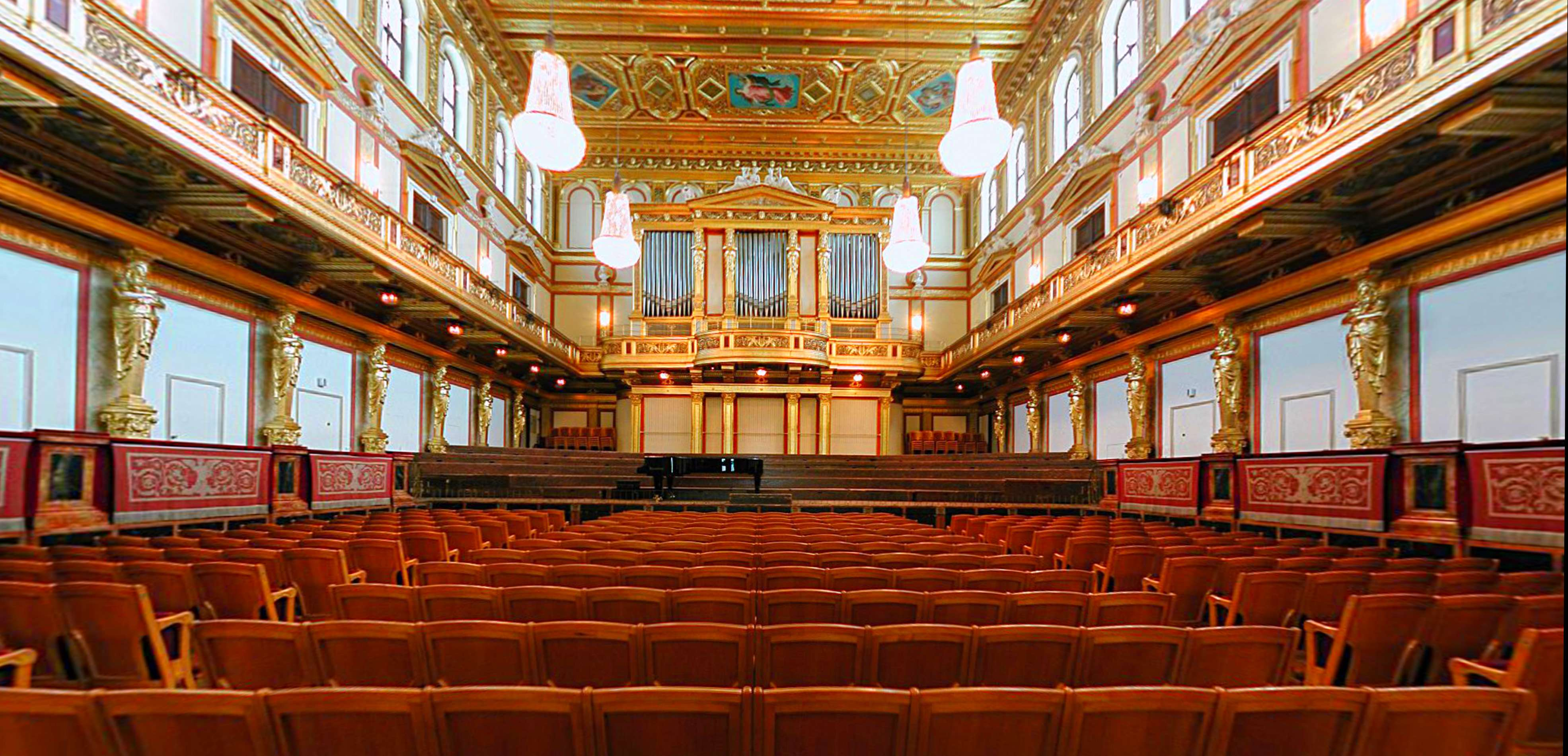
Der Große Saal

Der Ablauf folgt seit 1958 einer Tradition: Während bis 1957 Zugaben, in der Regel die kürzeren Musikstücke, je nach Stärke des Beifalls wiederholt wurden, wurde der 2. Teil des Neujahrskonzertes, das ab 1959 im Fernsehen und auch international übertragen wird, mit nur einer einzigen (freien) Zugabe beendet, die zwischenzeitlichen Wiederholungen entfielen. Die darauf folgende zweite Zugabe ist folgend seitdem der Walzer An der schönen blauen Donau von Johann Strauss (Sohn), op. 314 (1867). Dabei ist der Donauwalzer, eingeführt durch Clemens Krauss, seit dem Neujahrskonzert 1945 mit Ausnahme der Jahre 1947 sowie 1955 bis 1957 immer Zugabe eines Neujahrskonzertes gewesen.
Als abschließende und damit dritte Zugabe wird – 1946, 1950 bis 1954 und seit 1958 mit zwei Ausnahmen – traditionell der Radetzky-Marsch (Johann Strauss (Vater), op. 228, 1848), in einer instrumentell verdickten und adaptierten Bearbeitung von Leopold Weninger, nicht im Original, gespielt. In diesem Zusammenhang wurde auch der Neujahrsgruß Prosit Neujahr mit eingebracht, bis er schließlich an den Auftakt des Donauwalzers rückte.
Als weiteres traditionelles Ritual gilt ab den späten 1980er-Jahren, da ohnehin der Walzer An der schönen blauen Donau in der Introduktion durch Beifall unterbrochen wurde und wird, dass dieser Gruß nunmehr nach dieser Unterbrechung erfolgt. Weitere Wünsche können sich anschließen: An dieser Stelle konnten am 1. Jänner 2007 Bulgarien und Rumänien als Teil der Europäischen Gemeinschaft von Zubin Mehta begrüßt werden. Danach wird der Walzer komplett aufgeführt.
Beim Radetzky-Marsch klatscht das Publikum traditionell im Takt nach Dirigat mit. 1975, aus Anlass des 150. Geburtstages von Johann Strauss (Sohn), entfiel er als Zugabe. 2005 wurde der Radetzky-Marsch in Gedenken an die Opfer des Erdbebens vom 26. Dezember 2004 in Asien nicht gespielt. 2014 verzichtete Daniel Barenboim darauf, den vom Orchester gespielten Marsch zu dirigieren, und schüttelte stattdessen jedem Musiker die Hand.
Die Aufnahmen des Konzertes (deren erste erschien 1975 unter dem Label „DECCA“ der Firma Teldec) waren von 2001 bis 2025 jedes Jahr auf Platz eins der österreichischen Album-Charts zu finden.

## Fernsehübertragung
Seit 1959 wird das Konzert vom Österreichischen Rundfunk (ORF), der öffentlich-rechtlichen österreichischen Rundfunkanstalt, nicht nur im Radio, sondern mit seinem 2. Teil (nach der Konzertpause) auch im Fernsehen übertragen; die Übertragungen dauerten 75 Minuten. Erster technischer Leiter dieser Übertragungen war zwar Wilfried Scheib, von Anfang an war jedoch Hermann Lanske „die“ treibende Kraft, der mit immer neuen Ideen die Fernsehübertragungen ausgestaltete und sie perfektionierte.
Seit dem Neujahrskonzert der Wiener Philharmoniker 1969 wird die Fernsehsendung in Farbe ausgestrahlt. Von Anfang an durch Eurovision übertragen, ist eine detaillierte öffentliche Statistik derzeit nur bis 1983 öffentlich verfügbar. Aus dieser ergibt sich, dass mit dem Neujahrskonzert 1966 die erste Übertragung in die damalig sozialistischen Länder (in Kooperation mit Intervision, deren damaligen Fernsehverbund, an dem auch Österreich beteiligt war) erfolgte, das Neujahrskonzert 1970 wurde erstmals in einen nicht-europäischen Staat übertragen (Australien), nach einer Pause fanden ab dem erstmals umfangreiche Fernsehübertragungen nach Übersee statt (1972 waren dies Brasilien, Hongkong, Singapur und Taiwan), was ab da jedes Jahr erfolgte und Jahr für Jahr weiter ausgebaut wurde. Die Zahl der Länder, in die das Konzert übertragen wird, erhöhte sich von 46 im Jahr 2004 auf bereits neunzig im Jahr 2013. Das Neujahrskonzert 2015 wurde nach Angaben der Wiener Philharmoniker in 92 Länder der Welt übertragen und von mehr als 50 Millionen TV-Zuschauern verfolgt. 2016 wurde das Neujahrskonzert nach ORF-Angaben erstmals auch nach Brasilien (eigentlich wieder, nach der einmaligen Übertragung von 1972), Pakistan und Vietnam übertragen, seither sind weitere Länder hinzugekommen.
Die Produktion des Konzertes fand seit 1970 gemeinsam durch den ORF und das deutsche ZDF statt, seit 1991 ist der ORF alleiniger Produzent.
1961 wurden erstmals einzelne Musikstücke mit Ballettaufnahmen unterlegt. Es tanzten Mitglieder des Balletts der Volksoper Wien, die Choreographie übernahm die Ballettmeisterin Dia Luca. Getanzt wurde zunächst live nach der originalen Musik, die direkt in den benachbarten Brahmssaal des Musikvereins übertragen wurde, wo die Aufnahmen der Balletttänzerinnen und -tänzer stattfanden, die wiederum durch geschickte Bildführung in Aufnahmen der Kassettendecke einblendet wurden (was bedeutet, dass die Ballettaufnahmen von Anfang an nur dem Fernsehzuschauenden zugängig waren). Ab 1963 wurde mit vorproduzierten Playback-Aufnahmen des Balletts gearbeitet. Seit 1987 gelegentlich auch wieder, wie bereits 1959 bis etwa Ende der 1960er Jahre praktiziert, wird auch live getanzt. Getanzt wird vom Wiener Staatsballett (entstanden aus der Fusion der früher unregelmäßig wechselnd auftretenden Ballettensembles von Wiener Staatsoper und Volksoper), dem Ballett der Bayerischen Staatsoper sowie von internationalen Gaststars. Als Untermalung der Fernsehübertragung werden bei manchen Werken auch thematisch zugehörige Bilder oder Filmsequenzen, wie etwa aus dem Schloss Schönbrunn, für die Fernsehzuschauenden eingeblendet.
Seit 1991 strahlt der ORF das Konzert in voller Länge aus. Weil die Tempi in den verschiedenen Aufführungen (Voraufführung, Generalprobe, Konzert) variieren können, ist die Pause in den einzelnen Aufführungen teilweise unterschiedlich lang: Sie wird deshalb mit einem längenflexiblen, rund 25-minütigen Pausenfilm überbrückt, der speziell für das Neujahrskonzert gedreht wird. Dieser Pausenfilm wurde bislang von Regisseuren wie Felix Breisach, Georg Riha, Hannes Rossacher, Werner Boote, Patrick Pleisnitzer, Gernot Friedel und Anton Reitzenstein in Szene gesetzt, mit dem Anliegen, Österreich mit seinen Kulturschätzen und Naturgütern zu präsentieren. Der Film muss ohne Worte verständlich sein, da auch dieser weltweit gesehen wird, wobei er nicht von allen Stationen übernommen wird. Aufgrund der weltweiten Übertragung ist der Wiedereinstieg in den zweiten Teil seit Beginn an, 1959, zeitlich fixiert.
Die Bildregie führte bisher am längsten Hermann Lanske, der für 21 Neujahrskonzerte (1959–1979) verantwortlich zeichnete und kurz vor der Aufführung des Neujahrskonzertes 1980 während einer Probe für dieses kollabierte und auf dem Transport ins Krankenhaus verstarb. Ihm folgten Clemens Viller (1980, dieser allerdings als bisheriger Assistent und nunmehr Verantwortlicher durch den plötzlichen Tod von Hermann Lanske) und anschließend Hugo Käch (ab 1981). Die Bildregie führte schließlich 1989, von 1991 bis 2009 und im Jahre 2011 der englische Regisseur Brian Large. 2010 und 2012 wurde diese Aufgabe von Karina Fibich übernommen, 2014 bis 2017, 2020 und schließlich 2022 bis 2025 von Michael Beyer. 2018, 2019 und 2021 zeichnete Henning Kasten verantwortlich.
Seit 2023 wird das Konzert für die ORF- und ZDF-Zuschauer von Teresa Vogl kommentiert. Von 2008 bis 2022 wurde das Konzert im deutschsprachigen Fernsehen von Barbara Rett kommentiert, die damit die Nachfolge von Ernst Grissemann antrat, der das Konzert zuvor 25 Jahre lang als Kommentator begleitet hatte. Weitere Neuerung war 2010, dass der ORF erstmals in HDTV und im Internet als Live Stream übertrug.

## Dirigenten
| Claudio Abbado (1933–2014)       | 1988, 1991                                                 |
| / Daniel Barenboim (* 1942)      | 2009, 2014, 2022                                           |
| Willi Boskovsky (1909–1991)      | 1955–1979, 1980 (Voraufnahme Balletteinspielung)           |
| Gustavo Dudamel (* 1981)         | 2017                                                       |
| Nikolaus Harnoncourt (1929–2016) | 2001, 2003                                                 |
| Mariss Jansons (1943–2019)       | 2006, 2012, 2016                                           |
| Herbert von Karajan (1908–1989)  | 1987                                                       |
| Carlos Kleiber (1930–2004)       | 1989, 1992                                                 |
| Clemens Krauss (1893–1954)       | 1939, 1941–1945, 1948–1954                                 |
| Josef Krips (1902–1974)          | 1946, 1947                                                 |
| Lorin Maazel (1930–2014)         | 1980 (Live-Übertragung), 1981–1986, 1994, 1996, 1999, 2005 |
| Zubin Mehta (* 1936)             | 1990, 1995, 1998, 2007, 2015                               |
| Riccardo Muti (* 1941)           | 1993, 1997, 2000, 2004, 2018, 2021, 2025                   |
| Andris Nelsons (* 1978)          | 2020                                                       |
| Yannick Nézet-Séguin (* 1975)    | 2026                                                       |
| Seiji Ozawa (1935–2024)          | 2002                                                       |
| Georges Prêtre (1924–2017)       | 2008, 2010                                                 |
| Christian Thielemann (* 1959)    | 2019, 2024                                                 |
| Franz Welser-Möst (* 1960)       | 2011, 2013, 2023                                           |

Der zum Zeitpunkt des Dirigats jüngste Dirigent war Gustavo Dudamel (35 J., 2017), der zu diesem Zeitpunkt älteste Georges Prêtre (85 J., 2010).
Das Neujahrskonzert der Wiener Philharmoniker 1980 wurde von Lorin Maazel live dirigiert. Gleichwohl hatte Willi Boskovsky die Voreinspielungen der Ballettaufzeichnungen mit den Wiener Philharmonikern dirigiert, die im Frühsommer aufgenommen wurden und in der Fernsehübertragung im Playback eingespielt wurden. Korrekterweise hat dieses Neujahrskonzert in der Fernsehaufzeichnung demzufolge zwei Dirigenten, Willi Boskovsky und Lorin Maazel – als bisher einziges aller Neujahrskonzerte.

## Weitere Neujahrskonzerte Wiener Orchester
Traditionell wird am 30. und 31. Dezember und am 1. Jänner die 9. Sinfonie von Ludwig van Beethoven von den Wiener Symphonikern im Wiener Konzerthaus aufgeführt.
Das Wiener Hofburg Orchester veranstaltet am 31. Dezember und 1. Jänner in den prunkvollen Sälen der Wiener Hofburg seine traditionellen Silvester- und Neujahrskonzerte. Das Programm setzt sich aus den bekanntesten Melodien der Walzer- und Operettenmusik von Johann Strauss (Sohn), Emmerich Kálmán, Franz Lehár und Opernarien von Wolfgang Amadeus Mozart zusammen.
Parallel zu den Konzerten der Wiener Philharmoniker gab es früher auch am Abend des 31. Dezember und 1. Jänner das Neujahrskonzert des Vienna Art Orchestra (1977–2010) unter dem Titel „All that Strauss“ im Wiener Club „Porgy & Bess“.
Seit 1994 bestreitet das Symphonieorchester der Volksoper Wien das Neujahrskonzert in der Suntory Hall von Tokio. Das Programm, bestehend aus Wiener Tänzen und Märschen, wird alljährlich – vor der Abreise des Orchesters nach Fernost – am 27. Dezember im burgenländischen Oberschützen gespielt.
Im Wiener Ehrbar-Saal wird seit 2024 eine feministische Variante des Neujahrskonzerts veranstaltet. La Philharmonica ist ein Kammermusik-Ensemble bestehend aus sechs weiblichen Mitgliedern der Wiener Philharmoniker – klassische Streichquartett-Besetzung, Klarinette und Fagott – sowie einer Kontrabassistin als Gast, Anna Grundmann-Bernau. 2024 war das Programm ausschließlich Komponistinnen gewidmet, seit 2025 werden halbe/halbe Werke weiblicher und männlicher Komponisten vorgestellt. Maßgeblich an der Konzeption beteiligt war die ORF-Redakteurin Irene Suchy, für die Arrangements konnte Ursula Erhart-Schwertmann gewonnen werden. Zu den Komponistinnen, die im Ehrbar-Saal vorgestellt wurden, zählten Leopoldine Blahetka, Gisela Frankl, Constanze Geiger, Mathilde Kralik, Anna von Stubenberg und Josephine Weinlich.